# Guigny
Guigny és un municipi francès situat al departament del Pas de Calais i a la regió dels Alts de França. L'any 2017 tenia 139 habitants.

## Demografia
El 2007 hi havia 56 famílies de les quals vuit eren unipersonals.
Habitants censats
El 2007 hi havia 63 habitatges (62 cases i un apartament), 54 eren l'habitatge principal de la família, 7 eren segones residències i dues estaven desocupades. Hi havia 99 persones en edat de treballar, 73 eren actives i 26 eren inactives.

## Economia
El 2009 a Guigny hi havia 57 unitats fiscals que integraven 163 persones, la mediana anual d'ingressos fiscals per persona era de 12.088 €.
El 2007 hi havia dues empreses de construcció, una empresa de comerç i reparació d'automòbils i una empresa immobiliària, un electricista. i una floristeria. Hi havia tres explotacions agrícoles que conreaven un total de 132 hectàrees.
El 2009 tenia una escola elemental integrada dins d'un grup escolar amb les comunes properes formant una escola dispersa.